# Guyot O'Higgins
El Guyot O'Higgins, a veces denominado Monte Submarino O'Higgins I o Bajo O'Higgins 1 (BO1), es un guyot (monte submarino de cima relativamente plana, en forma de meseta) que forma un grupo en el relieve del fondo de Océano Pacífico, junto al algo menor Monte O'Higgins (también denominado Bajo O'Higgins 2, BO2). Ambos, pese a constituir una formación aislada, marcan el extremo oriental de una cadena de montes submarinos espaciados, la denominada Dorsal de Juan Fernández. El guyot se ubica a unos 205 km al O de la costa sudamericana más cercana, en Punta Curaumilla, Provincia de Valparaíso, y a unos 460 km al E de la ínsula más próxima del Archipiélago Juan Fernández, la Isla Robinson Crusoe. El guyot y su vecino, el monte submarino O'Higgins, se encuentran dentro de la Zona Económica Exclusiva reclamada por Chile.

## Geología y descripción
El grupo del guyot O'Higgins se formó como volcán hace 8 a 10 millones de años, como parte de la actividad del punto caliente o hotspot de Juan Fernández (en coordenadas 34ºS / 83ºE, aproximadamente) y el resultado de interacción de dicho punto con la Placa de Nazca, cuyo piso oceánico, en el área circundante al guyot y el monte O'Higgins, se remonta al Mioceno (unos 36 millones de años atrás). El guyot y su vecino monte submarino son los domos volcánicos más antiguos que sobreviven de la actividad del mencionado hotspot. El guyot se encuentran a unos 880 km al E de la localización actual del punto caliente y a unos 120 km al O de la Fosa de Perú-Chile, el futuro punto de subducción que espera al grupo O'Higgins producto del desplazamiento con rumbo E de la Placa de Nazca a razón de 6,6 cm al año. De hecho, en esa área de la fosa ya se habría subducido un anterior "monte submarino Papudo", que se evidenciaría por la presencia de la llamada "anomalía magnética Papudo". Este proceso de subducción e interacción de los montes submarinos ("Papudo", BO1 y BO2) con la fosa tendría importantes efectos en la tectónica y morfología de la costa chilena de la Región de Valparaíso de acuerdo a estudios científicos.
El guyot tiene un volumen de 668 km³ (±10%). La profundidad promedio del fondo oceánico circundante es de 4.000 m, alzándose el edificio volcánico 3.500 m aproximadamente, superando la prominencia de 2900 m del vecino monte submarino BO2. Consultada batimetría de baja definición, se puede estimar que la formación tiene una orientación relativa SO-NE, midiendo unos 38 x 30 km aproximadamente. El largo bordea los 60 km si se considera el grupo como un todo y se incluye el vecino Monte O'Higgins (BO2), que está separado del guyot por una pequeña sima que marca una profundidad aproximada de 2400 m. Estos últimos datos deben ser considerados inexactos, debido a la mencionada baja resolución.

## Biología
En el guyot se produciría un "ensamble" (mezcla) de flora y fauna bentónica de origen subantártico junto con típica del margen continental de la zona central de Chile. Hay corales de profundidad, como Leiopathes sp. y Chrysopathes sp., Acanella chilensis (familia Isididae) y una especie no identificada de la familia Paragorgiidae. En crustáceos se destaca la población de camarón nailon (Heterocarpus reedi). En peces, se encuentran el alfonsino (Beryx splendens) y el orange roughy (Hoplostethus atlanticus). La presencia de estas tres últimas especies, consideradas recursos pesqueros de cierta importancia, amenazaría este hábitat, por lo que se ha recomendado implementar acciones de conservacionismo.